# Quinty Misiedjan
Quinty Misiedjan (Amsterdam, 8 september 1996) is actief op online kanalen als komediant onder de naam Quinsding, influencer en presentator. Eind 2023 had ze op YouTube ruim 257.000 abonnees en op Instagram 212.000.

## Biografie

### Jeugd
Misiedjan werd geboren in Amsterdam, de wijk Bijlmermeer, waar ze opgroeide met haar Nederlandse moeder en Surinaamse vader, zus Talisia Misiedjan en broertje. Toen ze 12 jaar was ging ze naar de Open Schoolgemeenschap Bijlmer in Amsterdam waar ze gymnasium deed. Na haar gymnasiumexamen wilde Misiedjan geneeskunde studeren en oncoloog worden, maar ze werd twee keer uitgeloot.

### YouTube-carrière
Na haar uitloting besloot ze zich volledig te richten op haar YouTube-kanaal en youtuber te worden. Ze publiceerde haar eerste video bij het kanaal op 15 juli 2014 en haar aanhang begon vanaf eind 2014 te groeien. Vanaf begin 2015 is zij actief bezig met het maken van content voor haar kanaal Quinsding. Sindsdien maakt ze wekelijks komische praatvideo's en sketches, geproduceerd in eigen hand. In haar sketches beeldt ze grappige herkenbare situaties uit, met behulp van enkele zelfbedachte personages:
- Sarah (Shaniqua), "vriendin"
- Becca, "vriendin"
- Jessie, "zus"
- Baby Quin (Sowi), "zus"
- Mama Quin, "moeder"

Aan het eind van elke video spoort ze haar kijkers aan om meer positiviteit de wereld in te brengen met de leus 'Doe een beetje lief voor elkaar'. In april 2019 bracht ze merchandise uit met deze tekst op een hoodie afgedrukt.

### Presenteren
In 2017/18 was Misiedjan presentatrice van de spelshow Zappskills. Verder was ze presentatrice bij het internetprogramma Club Hub (BNNVARA), een show waar alles wat zich op sociale media en televisie afspeelt wordt besproken. Tijdens de VEED Awards 2018 was ze co-host samen met Défano Holwijn; in 2019 deed ze de presentatie samen met Barend van Deelen. In december 2023 kreeg ze haar eerste studioshow, That's my jam bij omroep Zwart, geïnspireerd op het Amerikaanse muziekprogramma van de bekende komiek Jimmy Fallon. Ze is in 2024 co-presentatrice van het tv-programma Wat een dag! Op 31 maart 2025 werd bekend dat Misiedjan de presentatie doet van het elfde seizoen van The Voice Kids samen met Jamai Loman.

### Acteren naast You-Tube
- Misiedjan heeft in 2010 in de film Dik Trom de bijrol Samira gespeeld.
- In 2016 speelde ze een gastrol in een aflevering van de televisieserie Toon.
- In 2019 heeft ze samen met de youtubers Jeremy Frieser en Hanwe Chang in een gesponsorde campagne van Fanta gespeeld, die eenmalig in de bioscoop verscheen en in drie delen op YouTube.
- Op 31 oktober van datzelfde jaar ging de film House of No Limits in première op YouTube, een film in opdracht van T-Mobile en Samsung, geheel gefilmd met een telefoon. Ze speelde samen met Buddy Vedder en Marije Zuurveld een van de hoofdrollen; een overdreven versie van haarzelf.
- In 2020 maakte ze de documentaire ‘ Getekend voor het leven’ in samenwerking met War Child. Ze volgt de levens van kinderen in Colombia, Nederland en Jordanië die zijn gevlucht.[6]
- Misiedjan deed in 2021 mee aan Zapp detective als zichzelf.
- Misiedjan sprak in 2021 de stem van Winnie in de film Rumble in.

### Social influencer
Ze is influencer door samenwerking met Netflix die haar bekende mensen heeft laten interviewen. Naast haar YouTubekanaal is ze ook bekend op Instagram waar ze af en toe partnerschappen heeft met merken als Rituals, Fanta en Levi's. Eind 2023 heeft ze 212.000 volgers op haar Instagram-account.

### Overig
- Misiedjan heeft in 2018 een parodie met youtuber Sophie Ousri gemaakt en het muzieknummer Wishlist uitgebracht samen met Blanks. Ze heeft echter aangegeven dat er geen muziekcarrière zal volgen.
- Ze is goodwillambassadeur voor War Child.
- Quinty publiceert regelmatig korte video's van haar podcast BIMS, die ze samen met de actrice Soundos El Ahmadi en de komiek Edson Da Graça maakt.
- In 2020 deed Misiedjan mee aan het televisieprogramma Britt's Beestenbende.
- In 2022 deed Misiedjan samen met Britt Scholte mee aan het televisieprogramma Voor het blok.
- Misiedjan deed in het winterseizoen 2022-2023 mee aan De Slimste Mens. Ze hield het vol tot de dag voor de finale en werd daarmee vierde in het eindklassement.
- Ze heeft in 2023 meegedaan aan het achtste seizoen van het RTL 4-programma Het perfecte plaatje. Misiedjan viel tijdens de halve-finale in Ierland af en werd derde.
- In 2024 deed Misiedjan mee aan Weet Ik Veel.
- In datzelfde jaar belt zij in de dagelijkse nieuwsquiz Wat een dag als live-reporter aan bij de kijkers thuis die zich aangemeld hebben om kans te maken op de pot die in het programma bij elkaar wordt gespeeld.
- In 2024 was Misiedjan te gast in het televisieprogramma Casa di Beau.
- In 2024 deed Misiedjan mee aan het televisieprogramma Oh, wat een jaar!.
- In 2025 was Misiedjan een van de vijf juryleden voor het Eurovisie Song Festival

## Prijzen en nominaties
2017
- Nominatie Nickelodeon's Kids Choice Award

2018
- Nominatie Beste Comdey-kanaal op de Veed Awards
- Winnaar Challenges Cup. Hiermee won ze 25.000 euro die vervolgens gedoneerd werd aan Warchild
- Nominatie Best Social Awards

2019
- Nominatie Best Social Awards
- Nominatie Beste video met Marije Zuurveld en Jeroen van Holland

2020
- Nominatie Best Social Awards